# Улица Павла Скоропадского (Николаев)
У́лица Па́вла Скоропа́дского (укр. Вулиця Павла Скоропадського) — улица в исторической части города Николаева.

## Местоположение
Улица Павла Скоропадского — продольная улица в Городовой части старого Николаева. В настоящее время она ограничена с востока Московской улицей, а с запада — Никольской. Имеет протяжённость около 1 850 метров.
Нумерация строений по левой стороне — чётная, по правой — нечётная. Направление движения автомобилей — одностороннее.

## История
В 1822 году полицмейстер Павел Фёдоров предложил назвать эту улицу Католической, поскольку она проходила мимо Католической церкви, расположенной на пересечении с Молдаванской улицей (сейчас улица Защитников Николаева). Название не было утверждено военным губернатором Николаева Алексеем Грейгом. В 1835 году полицмейстер Григорий Автономов повторно предложил это название и оно было принято.
В 1920-е годы переименована в улицу Мархлевского в память о польском революционере Юлиане Мархлевском.
В 1986 году переименована в улицу Адмирала Макарова, поскольку в начале её находится дом, где в 1849 году родился и жил русский флотоводец Степан Макаров. На этом доме установлена мемориальная доска адмиралу Макарову
26 июля 2024 года улица адмирала Макарова переименована и распоряжением председателя Николаевской областной государственной администрации Виталия Кима в соответствии с Законом Украины «Об осуждении и запрете пропаганды российской имперской политики в Украине и деколонизации топонимии» присвоено имя Павла Скоропадского — украинского борца за независимость в XX веке, гетьмана Украинской Державы..

## Здания
- В начале улицы, на перекрёстке с Никольской улицей расположен Дом культуры строителей.
- На углу с улицей Декабристов располагается Римско-католический костёл Святого Иосифа.
- Дом, где родился адмирал Степан Макаров, находится по адресу: улица Павла Скоропадского, дом № 4.
- В доме № 8 на пересечении улиц Адмирала Макарова и Обсерваторной проживал известный писатель и учитель А. М. Топоров (1956—1974). В 2009 году в его честь здесь установлена мемориальная доска (скульпторы Макушин Ю. А. и Макушин В. Ю.).
- В доме № 17 (бывшем № 7) на пересечении улиц Павла Скоропадского и Фалеевской размещались почтово-телеграфная контора и постоялый двор. В разное время здесь останавливались В. Г. Белинский, Н. А. Добролюбов, М. С. Щепкин.

## Памятники
- Памятник Т. Г. Шевченко в парке Шевченко, в начале улицы (1958 год, скульптор И. Дыбой).
- Памятник юным подпольщикам Шуре Коберу и Вите Хоменко в сквере их имени (1959 год, скульпторы: А. Князик, Т. Судьина, Ю. Тягно).
- Памятник кораблестроителям и флотоводцам на перекрёстке с Соборной, в конце улицы (1989 год, скульпторы В. Чепелык и М. Кислый).

## Транспорт
Улицы пересекают линии движения троллейбуса и трамвая:
- Троллейбус № 7 (перекрёсток с улицей Пушкинской).
- Трамвай № 1 (в начале улицы и перекрёсток с улицей Декабристов), № 3 (перекрёсток с улицей Декабристов).